# 方大鎮
方大鎮（1560年—1629年），字君靜，號魯岳，又自號野同翁，直隸桐城縣（今安徽省桐城市）人。明朝政治人物。

## 生平
萬曆十年（1582年）壬午科應天鄉試舉人，萬曆十七年（1589年）登進士，授大名府推官，擢拔為江西道御史，升遷大理寺丞，歷官左少卿。天啟元年（1622年），鄒元標、馮從吾於北京創立首善書院，邀集同志講學，高攀龙、钟羽正、叶向高等相继在此议论时政，方大鎮亦應邀參與。遭给事中朱童蒙等弹劾，谓有东林之嫌，请予以禁毁。朝廷閹黨下令搗毀首善書院，鄒、馮皆去位。大鎮又卜卦得“同人於野”，自號野同翁，遂引疾歸里，隱居浮山下的“此藏轩”，与吴应宾论学，再后隐居“白鹿山庄”。大鎮天性至孝，母喪，守母墓，過度哀傷而卒，享年七十歲。著有《方大理集》。有子方孔炤，孙方以智。

## 家族
曾祖方敬義。祖父方泓。父方學漸，廪生。